# Zupa mleczna

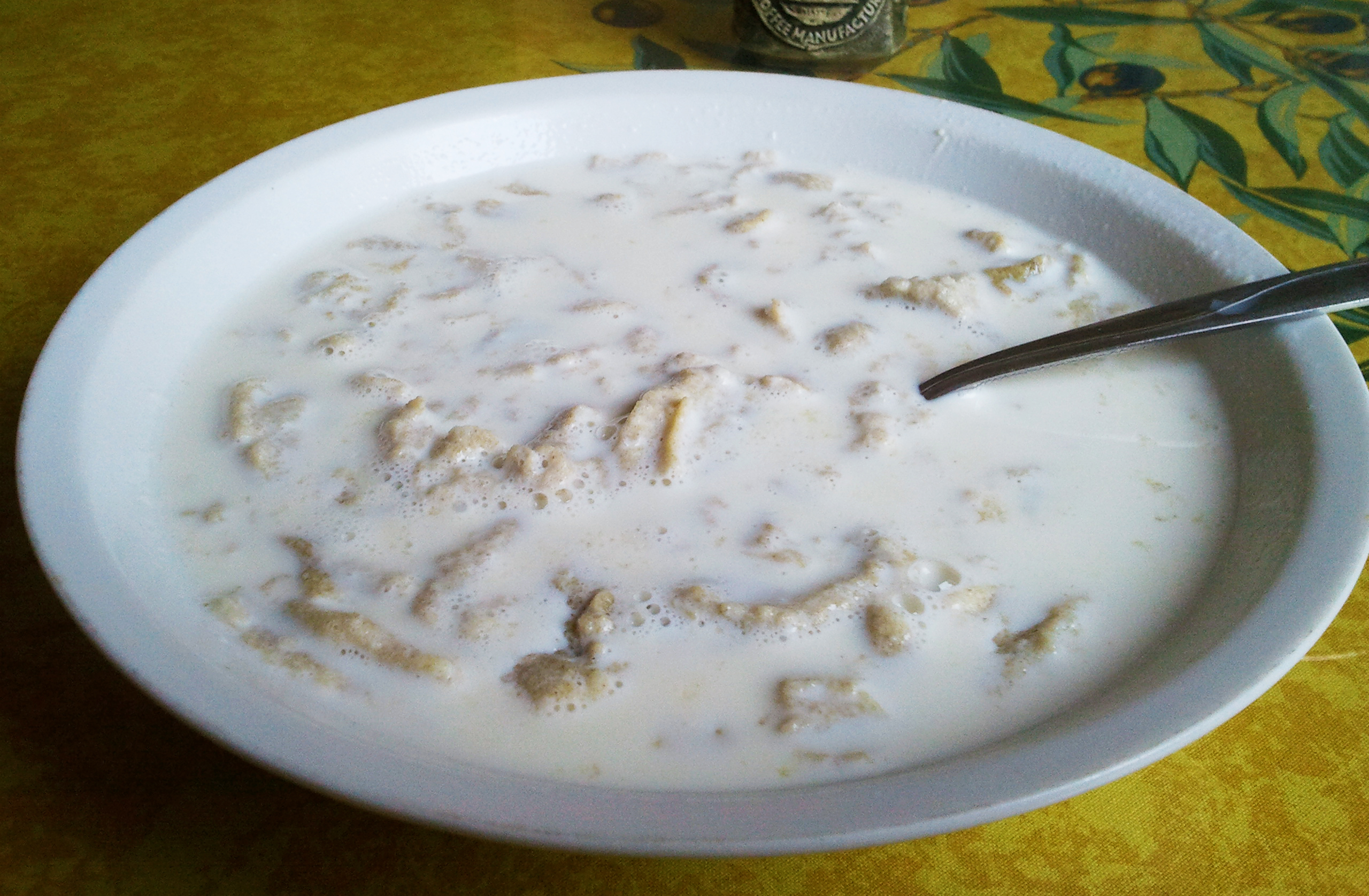
Zupa mleczna ugotowana na mące gryczanej i jajkach

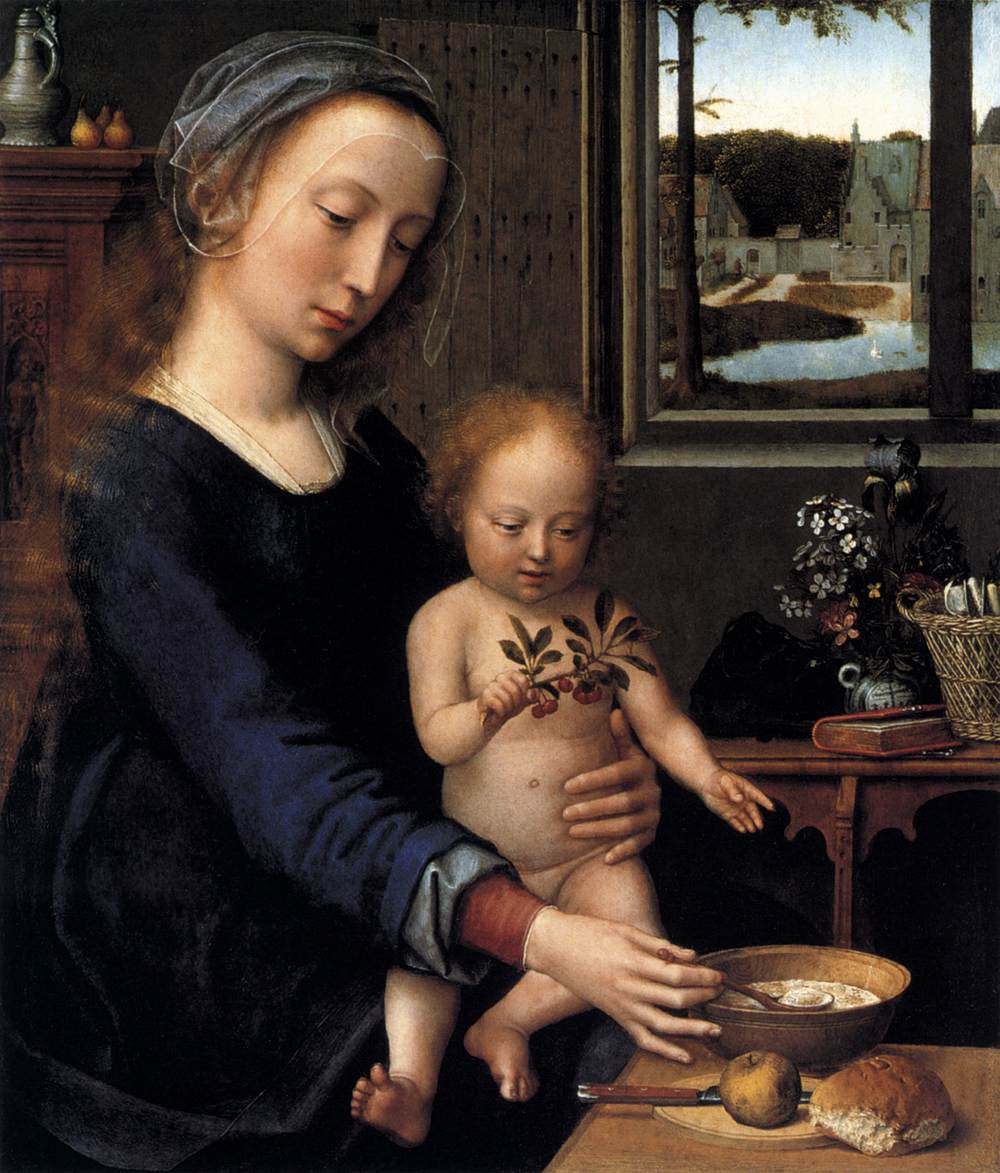
Gerard David, Maria karmiąca Dzieciątko papką mleczną (ok. 1515)

Zupa mleczna – rodzaj wytrawnej lub słodkiej zupy na bazie mleka i produktów skrobiowych.
Dodatkami do mleka mogą być więc ryż, dowolna kasza, płatki (np. kukurydziane, owsiane), makaron, kluski, lane ciasto, tapioka, grzanki itd. Zupę z zsiadłego mleka można podawać z osobno ugotowanymi ziemniakami.
W niektórych gospodarstwach domowych podawana jest z pokrojoną bułką – nazywana jest wtedy bułką w (na) mleku. Podobnie, gdy dodatkiem do zupy mlecznej jest ryż – potrawa ta nazywana jest wtedy ryżem na mleku. Z kasz najczęściej wybiera się łamane lub drobne czyli kaszę mannę, kukurydzianą, krakowską, gryczaną łamaną, jęczmienną łamaną lub perłową.
Przed zalaniem mlekiem kaszę należy ugotować na sypko lub półsypko – jedynie kaszę mannę i kaszę kukurydzianą gotuje się bezpośrednio na mleku. Niezatartą kaszę krakowską gotuje się osobno w wodzie w proporcjach wagowych 1:2 i następnie zalewa gorącym mlekiem. Gęsta zupa z kaszy jaglanej nazywana jest „jaglanką”, a z płatków owsianych – „owsianką”.
Zupy mleczne należą do potraw pożywnych (jak wszystkie przetwory mleczne). W Polsce zupa mleczna była przez dziesięciolecia jednym z podstawowych dań w barach mlecznych, czyli tanich jadłodajniach, które zanikły w dużej mierze w latach 90. XX wieku, w okresie gwałtownej ekspansji sieci placówek szybkiego żywienia opartych na zachodnich wzorach (pizzerie itp.). W Polsce zupy mleczne jada się zazwyczaj na śniadanie – we współczesnych domach są to raczej płatki zalane zimnym mlekiem, „tradycyjne” zupy mleczne popularne są za to w placówkach zbiorowego żywienia. 
Przyrządzone na ciepło podawane są na śniadanie lub kolację dzieciom, osobom starszym i chorym. Kasze rozklejone na mleku podawane bywają jako dodatki do drugiego dania lub jako desery (zob. kleik i kisiel mleczny).